# Dysschema albisarta
Dysschema albisarta là một loài bướm đêm thuộc phân họ Arctiinae, họ Erebidae.